# Џолијет (Монтана)
Џолијет (енгл. Joliet) град је у америчкој савезној држави Монтана.

## Демографија
По попису из 2010. године број становника је 595, што је 20 (3,5%) становника више него 2000. године.
| Група             | 2000.       | 2010.       |
| Белци             | 551 (95,8%) | 573 (96,3%) |
| Афроамериканци    | 3 (0,5%)    | 2 (0,3%)    |
| Азијати           | 5 (0,9%)    | 1 (0,2%)    |
| Хиспаноамериканци | 8 (1,4%)    | 11 (1,8%)   |
| Укупно            | 575         | 595         |